# Jo Berto
Pour les articles homonymes, voir Berto.
Joseph  Bertocchio, dit Jo Berto, né à Marseille le 22 novembre 1907 et mort dans la même ville le 25 juin 1978 , est un lithographe et imprimeur français. Il est une figure importante de l'art contemporain à Marseille de l'après-guerre jusqu'aux années 1960.

## Biographie
Joseph  Bertocchio travaille avec de jeunes artistes, mais aussi de grands noms comme Pablo Picasso, Bernard Buffet, Jean Lurçat, Pierre Ambrogiani, Max Papart, Franz Priking, Louis Pons, René Seyssaud, ainsi qu'avec les artistes marseillais Antoine Serra, Louis Roc, François Diana. Dans son atelier des Arcenaulx, on retrouve aussi des musiciens, des comédiens, des poètes. Jean Lurçat, qui réalise dans cet atelier près de 250 lithographies, le qualifie de « Meilleur atelier de lithographie de France ». En 1949, sous l'égide du Parti Communiste Français des Bouches-du-Rhône, Berto réalise un ouvrage devenu rarissime intitulé « Hommage de la Provence à Staline ». Il est illustré de 22 lithographies dues à Antoine Serra, Louis Roc et François Diana et d'une dans le texte de la main de René Seyssaud. Il existe un exemplaire de cet ouvrage au Musée Pouchkine à Moscou, un autre figure dans le fonds du Musée d'Histoire de Marseille.
Pour les textes de ses affiches, Berto n'utilise pas les polices existantes, il crée la sienne, désormais nommée le Berto, en dessinant des caractères qui s'inspirent des cultures méditerranéennes, onciales et caractères hébraïques notamment.